# Pulsar Aircraft Super Cruiser
Le Pulsar Super Cruiser est un avion quadriplace américain de tourisme et de voyage commercialisé en kit pour la construction amateur. C'est un monoplan à aile basse cantilever et train tricycle fixe construit en matériaux composites.

## Développement
Après le succès du KIS TR-1, Rich Trickel et Vance Jaqua ont réalisé en 1996 une version quadriplace, le KIS TR-4 Cruiser destiné aux déplacements en famille. Cet appareil est commercialisé par Pulsar Aircraft Corporation sous la désignation Super Cruiser et peut recevoir tout moteur de 160 à 210 ch.
Début 2007 on comptait une trentaine d’appareils en état de vol ou en construction dans le monde, dont 6 en Afrique du Sud.